# Gliophorus
Gliophorus is een geslacht van schimmels behorend tot de familie Hygrophoraceae. De typesoort is Gliophorus psittacinus.

## Soorten
Volgens Index Fungorum telt het geslacht 14 soorten (peildatum november 2021):
| Soortnaam                                  | Auteur(s)                            | Publicatiejaar |
| ------------------------------------------ | ------------------------------------ | -------------- |
| Gliophorus bichromus                       | E. Horak                             | 1973           |
| Gliophorus europerplexus                   | Dentinger, A.M. Ainsw. & P.F. Cannon | 2013           |
| Gliophorus flavoviridis                    | U. Singh, K. Das & R.P. Bhatt        | 2017           |
| Gliophorus glutinosus                      | K. Das, D. Chakr. & Vizzini          | 2018           |
| Gliophorus graminicolor                    | E. Horak                             | 1973           |
| Gliophorus irrigatus (Grauwe wasplaat)     | (Pers.) A.M. Ainsw. & P.M. Kirk      | 2013           |
| Gliophorus laetus                          | (Pers.) Herink                       | 1958           |
| Gliophorus lilacipes                       | E. Horak                             | 1973           |
| Gliophorus pallidus                        | E. Horak                             | 1973           |
| Gliophorus pseudograminicolor              | (A.M. Young) P.M. Kirk               | 2013           |
| Gliophorus psittacinus (Papegaaizwammetje) | (Schaeff.) Herink                    | 1958           |
| Gliophorus reginae                         | Dentinger, A.M. Ainsw. & P.F. Cannon | 2013           |
| Gliophorus versicolor                      | E. Horak                             | 1973           |
| Gliophorus viridis                         | (G. Stev.) E. Horak                  | 1971           |